# Batalla de Gela
La batalla de Gela va tenir lloc l'estiu del 405 aC, quan l'exèrcit d'Himilcó Hannó va caure sobre la ciutat grega de Gela, després de passar l'hivern a la recentment capturada i saquejada ciutat d'Agrigent. Degut a la pèrdua d'Agrigent, Dafneu de Siracusa, que havia liderat la resistència grega, va esdevenir molt impopular i va ser finalment destituït. Dionís el Vell, un antic seguidor d'Hermòcrates de Siracusa, es va apoderar del comandament i va assolir poders dictatorials. Quan els cartaginesos van decidir avançar cap a Gela, Dionís va dirigir una expedició de socors. Va dissenyar una complicada tàctica per atacar els cartaginesos per tres fronts, però va fallar estrepitosament per manca de coordinació, així que es va veure obligat a evacuar la ciutat i rendir-la a l'enemic.

## Rerefons
L'expedició cartaginesa del 406 aC tenia com a objectiu castigar les ràtzies gregues dirigides per Hermòcrates de Siracusa contra territori dels elimis i fenicis, súbdits de Cartago. Al capdavant de les tropes hi havia Anníbal Magó, enemic reconegut dels grecs i general victoriós d'anteriors campanyes. Els cartaginesos van posar setge a Agrigent, però els grecs resistiren àrduament i el setge es va allargar per vuit mesos, durant els que Anníbal va morir per una epidèmia. El seu lloctinent, Himilcó, va mantenir unit l'exèrcit i finalment va aconseguir la victòria, mentre els grecs patien fortes divisions internes, amb alguns dels seus generals sent acusats i executats per traïció.

## Dionís assoleix el poder
Els refugiats supervivents d'Agrigent acusaren a Dafneu i els seus generals per incompetència i covardia, aconseguint últimament la destitució de la major part d'ells. Dionís el Vell, que havia lluitat també a Agrigent, es trobà entre els nous generals.
Un dels seus primers moviments va ser aprofitar la crida de socors de la ciutat de Gela davant l'aproximament dels cartaginesos per reunir de nou antics partidaris d'Hermòcrates de Siracusa i marxar cap a Gela. Arribat a la ciutat, aviat va aconseguir immiscir-se en la vida política i condemnar a mort els generals de les tropes locals, confiscant els seus béns. Va doblar la paga dels seus soldats per assegurar la seva lleialtat i va retornar a Siracusa, on va acusar els altres alts càrrecs de l'exèrcit d'estar al servei de Cartago. El govern de la ciutat va acceptar destituir la plana major de les forces armades i Dionís fou nomenat comandant únic.
El següent pas fou marxar a Leontins, on s'havien establert molts dels refugiats d'Agrigent, i va convèncer la ciutat que li lliurés una guàrdia personal de 600 homes, que ell mateix va ampliar a 1.000. Amb aquesta força, va ordenar l'expulsió de Dexip d'Esparta, mercenari al front de les tropes gregues, i l'execució de Dafneu. Havia començat la seva tirania, que duraria gairebé quaranta anys.

## Avanç cartaginès
Amb Dionís ocupat amb les seves intrigues, Himilcó va ordenar destruir Agrigent i marxar cap a Gela, aixecant un campament fortificat a l'oest de la ciutat i saquejant la rodalia de la ciutat abans d'iniciar les operacions del setge. Els habitants de Gela van intentar evacuar dones i nens, però finalment no ho van fer i es van dedicar a hostilitzar les preparacions dels cartaginesos.
Malgrat tot no van poder evitar que Himilcó mogués dos ariets a les muralles occidentals, que aviat obriren bretxes per l'atac de la infanteria. Els defensors lluitaren aferrissadament i quan els cartaginesos es retiraren a l'arribar la nit, dones i nens treballaren sense descans per reparar els murs, de manera que al següent dia, els cartaginesos havien de començar de nou.
En aquell moment va arribar Dionís al davant de 30.000 hoplites, 4.000 cavallers i una flota de 50 trirrems, i Himilcó es va veure obligat a retirar els seus homes del setge, tancant-se en el seu campament. Dionís va acampar davant seu, a la boca del riu Gela.

## Batalla
Després de tres setmanes de batusses entre els dos exèrcits, Dionís va decidir finalment moure peça i va dissenyar un atac a tres bandes contra el campament cartaginès, més nombrós.
Himilcó tenia la seva cavalleria defensant el flanc terrestre i els mercenaris defensant la mar, amb els soldats africans entre les dues línies. Dionís va veure, però, que podia llençar un atac naval des del sud, doncs aquella part estava pobrament defensada. El seu pla era el següent:
1. Mil homes liderats pel seu germà, Leptines, desembarcarien a la platja al sud dels cartaginesos, mentre al mateix temps, 4.000 mercenaris italians avançarien per la costa per atacar la part oriental del campament i la cavalleria i 8.000 hoplites atacarien el costat nord.
2. Ell mateix, amb la resta de les tropes, lideraria una sortida des de la ciutat de Gela i cauria sobre el campament cartaginès, on Himilcó estaria distret defensant-se dels diversos atacs grecs.[9]

El pla requeria una extrema coordinació per tal que els atacs tinguessin lloc al mateix temps, però no es va donar el cas: l'atac amfibi de Leptines fou tot un èxit i va prendre els cartaginesos per sorpresa. Mercenaris ibers i italians es desplaçaren per aturar-lo, moment que havia de ser aprofitat pels grecs per atacar el costat nord. Però els mercenaris grecs foren lents i arribaren tard, donant prou temps perquè els cartaginesos derrotessin a Leptines i tornessin a defensar el nord. Leptines es va haver de retirar després de perdre 1.000 homes.
Himilcó i els seus cartaginesos, juntament amb ibers i italians, reforçaren llavors la defensa del nord del campament rebutjant l'atac grec, que perderen uns altres 600 homes. Dionís ni tan sols va poder sortir de la ciutat, ja que la seva cavalleria no es va poder organitzar dins dels estrets carrers de la ciutat. Himilcó havia guanyat en tots els fronts.
La moral dels ciutadans de Gela va caure en picat i van començar a córrer rumors que s'estava organitzant un cop d'estat a Siracusa per derrocar Dionís. Davant d'aquesta situació, el tirà va decidir evacuar la ciutat i va demanar una treva per enterrar els morts. Quan els cartaginesos la van acceptar, Dionís la va aprofitar per escapar de la ciutat durant la nit. L'endemà, Himilcó entrava a la ciutat i la saquejava.

## Fets posteriors
Dionís es va dirigir cap a Camarina, on també va ordenar l'evacuació doncs tenia pressa per retornar a Siracusa com més aviat millor. La seva retirada va aixecar sospites sobre un possible tracte secret entre Himilcó i Dionís, així que alguns aristòcrates s'avançaren a la resta de l'exèrcit i arribaren a Siracusa per prendre el poder.
Quan Dionís va arribar a la ciutat, es va trobar les portes tancades però no defensades, així que les va cremar i va entrar a la ciutat amb les seves tropes, executant els rebels. Els refugiats de Gela i Camarina, però, no confiaven en el tirà i abandonaren Siracusa per establir-se a Leontini.
Per empitjorar les coses per Dionís, Himilcó marxava sobre Siracusa després de la captura i saqueig de Gela.

## Pau del 405 aC
Dionís i Himilcó arribaren a un acord de pau que va evitar el setge de Siracusa i va acabar amb el conflicte. Possibles raons per aquest acord foren:
- Dionís preferia un tracte favorable a Cartago si amb això els cartaginesos reconeixien la seva autoritat a Siracusa.[14]
- Les forces d'Himilcó encara patien els efectes de la plaga contreta durant el setge d'Agrigent. La campanya siciliana li havia costat la meitat dels seus efectius[15] i Himilcó dubtava de les seves possibilitats davant les muralles de Siracusa.

Les condicions del tractat foren:
- Cartago mantenia el control de les ciutats fenícies de Sicília, així com ciutats dels Elimis i els Sicans.
- Els refugiats grecs podien tornar a Selinunt, Agrigent, Camarina i Gela, però aquestes ciutats havien de pagar un tribut a Cartago i Gela i Camarina no podien reconstruir els seus murs.
- Els Sículs i la ciutat de Leontini quedaven lliures de la influència de Cartago i Siracusa.
- Dionís era reconegut per Cartago com governant de Siracusa.
- S'intercanviarien els presoners capturats durant la campanya.

Signat l'acord, Himilcó va retornar a Cartago, duent amb ell la plaga que causaria una gran mortaldat. Malgrat tot, fou escollit "rei" de Cartago el 398 aC.
El mateix Himilcó va liderar una nova expedició cartaginesa contra Sicília quan Dionís va trencar el pacte i va atacar, primer els Sículs el 404 aC, i després la ciutat de Mòtia el 398 aC.